# Otto Altweck
Otto Altweck (Múnich, Alemania nazi; 28 de marzo de 1937 – 13 de agosto de 2025) fue un ciclista y entrenador de ciclismo alemán.

## Carrera

### Ciclista
| Periodo   | Equipo              |
| --------- | ------------------- |
| 1958–1961 | Torpedo             |
| 1961      | Berolina            |
| 1962      | Afri-Cola-Rabeneick |

### Resultados

#### Carretera
1957
- Rund um Sebnitz

1959
- Ganador de dos etapas del Critérium du Dauphiné Libéré
- Ganador de una etapa del Luxemburg-Rundfahrt
- Ganador de una etapa del Tour de l’Oise
- Ganador del Rund um Frankfurt
- Tour de Francia 1959: No terminó[2][3]

#### Pista
1959
- : Campeón nacional – Persecución

1961
- Campeonato Europeo – Carrera.[4]

### Entrenador
| Periodo   | Equipo          |
| --------- | --------------- |
| 1986-1989 | Equipo Nacional |
| 2001-2004 | Equipo Nacional |
| 2010      | Equipo Nacional |